# Trylogia antyczna
Trylogia antyczna – trylogia Karola Bunscha o Aleksandrze Macedońskim (Aleksandrze Wielkim), składająca się z powieści Olimpias (1955),  Parmenion (1963) roku i Aleksander (1968).
Trylogia nie ma powszechnie przyjętej nazwy; w źródłach jest opisywana różnie, np. jako „cykl powieściowy o Aleksandrze Macedońskim”, „trylogia antyczna Bunscha”, czy po prostu „trylogia antyczna” albo „trylogia Bunscha”. Sam autor dzieło nazwał w wywiadzie „trylogią o Aleksandrze Macedońskim”.

## Fabuła
Cykl przedstawia życie Aleksandra Macedońskiego, aczkolwiek znaczna część fabuły przedstawia wydarzenia dotyczące innych osób z jego czasu i otoczenia,  jak matka władcy, Olimpias, czy politycy i wodzowie tacy jak Demostenes, Fokion, Hypereides oraz Demades.
Powieść rozpoczyna noc płonącego Artemizjonu, kiedy Olimpias, żona króla Filipa Macedońskiego, wydała na świat Aleksandra. Bohaterem powieści jest właśnie on – pierwsza część trylogii opowiada o pierwszych latach jego życia. Przedstawiony jest jako wybitnie uzdolniony młodzieniec, wykazujący się talentami zarówno w walce, jak i w myśleniu, zdolnościami przywódczymi i niezwykłą zaciętością w dążeniu do celu. Bunsch uwypukla również konflikt rodziców, Filipa II z Olimpias, i jego wpływ na młodego Aleksandra. Pierwsza część, przedstawiająca lata od 356 p.n.e. do 336 p.n.e., kończy się śmiercią Filipa.
Akcja drugiej części toczy się w latach 334–330 p.n.e., po śmierci Filipa II, w trakcie pierwszej wyprawy azjatyckiej Aleksandra. Tom skupia się na osobie tytułowego Parmeniona, macedońskiego generała i stratega lojalnego wobec Filipa II, a następnie jego syna, Aleksandra Wielkiego. Książka przedstawia historię oczami Parmeniona, który z jednej strony pełni rolę bliskiego doradcy i doświadczonego wojskowego, a z drugiej – krytyka młodzieńczego zapału i czasem impulsywności Aleksandra. Jako starszy, wyważony dowódca, Parmenion stara się temperować wojownicze ambicje młodego króla, dostrzegając zagrożenia wynikające z jego brawurowego podejścia do władzy i walki; Aleksander jednak nie docenia rad Parmeniona. Podbija Trację, Ilirów, Teby i Ateny i rozpoczyna konflikt z Persją.
Tom trzeci przedstawia wydarzenia z ostatnich lat panowania Aleksandra (m.in. pokonanie Bessosa, kampania indyjska, aż do jego śmierci w 323 p.n.e. i rozpadu jego imperium).  Po pokonaniu Persji i śmierci króla Dariusza, Aleksander ustanawia swoją siedzibę w Babilonie, planując stworzenie jednego państwa z podbitych ziem i ludów. Jego ambicje prowadzą do poczucia boskości i pychy, co objawia się w hulaszczym trybie życia, budzącym niepokój wśród dworu i wodzów. Śmierć najbliższego towarzysza, Hefajstiona, staje się dla króla ogromnym ciosem, przyspieszającym jego upadek. Trylogię kończy scena ukamienowania Olimpias.

## Odbiór
Stanisław Stabryła poświęcił trylogii kilkustronicowy artykuł w czasopiśmie Twórczość z 1971 roku. Pochwalił ją za wartość edukacyjną (poznawczą), pisząc, że autor „zapanował nad dziejami tej epoki w sposób wystarczający dla stworzenia rzeczy wiarygodnej w sensie historiograficznym”. Z artystycznego punktu widzenia za najlepszą uznał pierwszą cześć cyklu, pisząc, że „w dalszych częściach materiał historyczny przytłoczył jakby pisarza swym ogromem i zmusił do częściowej rezygnacji z literackiego wyzyskania tworzywa tematycznego”; Stabryła pisał podobnie już o drugiej części, że „motywy awanturniczo-erotyczne zostały [w niej] maksymalnie zawężone” z powodu „przeniesienia ciężkości w kierunku rozbudowania materiału historycznego”, zauważając, na koniec (w kontekście ostatniego tomu), że „redukowanie wątków beletrystycznych nie czyni tej książki zbyt atrakcyjną czy zbyt łatwą”. Prozę Bunscha nazwał „dość monotonną, czasem wręcz nużącą”, pochwalił równocześnie język jako „oszczędny, klarowny i trafny, znakomicie zestrojony z komentatorsko-historycznym charakterem”. Skrytykował trylogię za niezbyt wyraźne psychologiczne przedstawienie głównego bohatera, pochwalił ją za lepsze przedstawienie licznych bohaterów drugoplanowych, a także „bezowocności” wysiłków Aleksandra (nieudaną próbę stworzenia gigantycznego imperium, które rozpadło się wkrótce po jego śmierci).
Aleksander Krawczuk pochwalił trylogię za poprawne przedstawienie wydarzeń historycznych. Zwrócił uwagę, że poza „podrzędnymi postaciami”, wszyscy bohaterowie trylogii to postacie historyczne, a „główny nurt narracji w zasadzie trzyma się wiernie” źródeł historycznych, aczkolwiek jest to dzieło nie popularnonaukowe, ale beletrystyczne (powieść historyczna), gdyż autor „wierny swoim pisarskim zamiłowaniom i ambicjom, swobodnie rozwija, ubarwia i wzbogaca wątki niekiedy zaledwie zaznaczone w źródłach”. Co do strony artystycznej, Krawczuk miał mieszane odczucia, pisząc, że „uznając w pełni wymiary artystyczne całości, podnosząc wyrazistość i dramatyczność wielu scen, trudno jednak oprzeć się wrażeniu, że pewne partie dłużą się, są po prostu nazbyt rozwlekłe”. W podsumowaniu zauważył też, że to, iż trylogia doczekała się już czterech wydań, świadczy o jej popularności.

## Analiza
Stabryła uważa, że trylogia „stanowi dla pisarza w pierwszym rzędzie podstawę pewnych uogólnień na temat władzy, polityki i wojny”, takich jak maksyma sic transit gloria mundi („tak przemija chwała świata”). Stabryła zauważył też, że postać Aleksandra, uważanego za głównego bohatera trylogii, nie jest jednak często wysuwana na plan pierwszy w dwóch pierwszych częściach, w których wiele wydarzeń przedstawianych jest z punktu widzenia innych postaci. Według Stabryły, Bunsch uznał za główną przyczynę sukcesu władcy „jego nieprawdopodobne szczęście”; mimo znaczącej roli, jaką Aleksander odgrywa w trylogii, Stabryła uważa, że „zasadniczą słabością trylogii” jest jednak słabe psychologiczne ukazanie postaci Aleksandra, który jest przedstawiony w sposób „statyczny, bez ewolucji duchowej”; zauważa też, że lepiej Bunschowi wyszło ukazanie licznych postaci drugoplanowych, pisząc w konkluzji, że być może „zamazany niejako wizerunek wewnętrzny Aleksandra wypadł tu trafnie, zgodnie z prawdą dziejową”.
Krawczuk zauważył, że czytelnicy mogą spodziewać się, że jest to trylogia o wojnie, jednak w rzeczywistości jest to trylogia o narodzinach i upadku imperium, gdzie na pierwszym planie zwykle są nie „sceny batalistyczne”, ale „gra polityczna... intrygi, namiętności, ambicje”. Pochwalił autora za to, że nie uwspółcześniał na siłę motywacji bohaterów, „unikając pretensjonalnej pogoni za oryginalnością”. Krawczuk zauważył też, że trylogia jest także miejscem, gdzie „autor próbuje przekazać, oczywiście w sposób pośredni i dyskretny, swoje refleksje na temat sensu dziejów, roli jednostki w historii, wpływu władzy na osobowość”, a refleksje te uważa za „pesymistyczne” – „nie ma bohaterów bez skazy... a patos nawet najdonioślejszych wydarzeń ulega wciąż skażeniu skutkiem ludzkiej małostkowości i głupoty”. Według Krawczuka, widać to także w przedstawieniu postaci samego Aleksandra, który ma wiele cech pozytywnych, ale równocześnie „jest zarazem ofiarą przywar i wad”; zauważa też, że w powieści pokazana jest nieunikniona deprawacja wynikająca z władzy i sukcesów.